# Zlaté maliny za rok 2015
Zlaté maliny za rok 2015 je filmové ocenění k uctění toho nejhoršího, co filmový průmysl v roce 2015 nabídl. Ceny byly uděleny na základě hlasů členů nadace Golden Raspberry Foundation. Nominace byly odhaleny 13. ledna 2016. Vítězové byli vyhlášeni 27. února 2016.
Poprvé za 25 let vyhrály cenu za nejhorší snímek dva filmy. Film Padesát odstínů šedi získal pět vítězství, následovaný filmem Fantastická čtyřka se třemi soškami.

## Vítězové a nominovaní
| Kategorie                                     | Nominace                                                                                                  |
| --------------------------------------------- | --- |
| Nejhorší film                                 | Fantastická čtyřka (20th Century Fox)                                                                     |
| Nejhorší film                                 | Padesát odstínů šedi (Universal Pictures/Focus Features)                                                  |
| Nejhorší film                                 | Jupiter vychází (Warner Bros.)                                                                            |
| Nejhorší film                                 | Policajt ze sámošky 2 (Columbia)                                                                          |
| Nejhorší film                                 | Pixely (Columbia)                                                                                         |
| Nejhorší herec                                | Jamie Dornan za Padesát odstínů šedi jako Christian Grey                                                  |
| Nejhorší herec                                | Johnny Depp za Mortdecai: Grandiózní případ jako Charlie Mortdecai                                        |
| Nejhorší herec                                | Kevin James za Policajt ze sámošky 2 jako Paul Blart                                                      |
| Nejhorší herec                                | Adam Sandler za Švec a Pixely jako Max Simkin a Sam Brenner                                               |
| Nejhorší herec                                | Channing Tatum za Jupiter vychází jako Caine Wise                                                         |
| Nejhorší herečka                              | Dakota Johnson za Padesát odstínů šedi jako Anastasia "Ana" Steele                                        |
| Nejhorší herečka                              | Katherine Heiglová za Všude dobře, doma peklo jako Mona Champagne                                         |
| Nejhorší herečka                              | Mila Kunis za Jupiter vychází jako Jupiter Jones                                                          |
| Nejhorší herečka                              | Jennifer Lopez za film Kluk od vedle jako Claire Peterson                                                 |
| Nejhorší herečka                              | Gwyneth Paltrow za Mortdecai: Grandiózní případ jako Johanna Mortdecai                                    |
| Nejhorší herec ve vedlejší roli               | Eddie Redmayne za Jupiter vychází jako Balem Abrasax                                                      |
| Nejhorší herec ve vedlejší roli               | Chevy Chase za To byl zítra flám 2 a Bláznivá dovolená jako opravář a Clark Griswold                      |
| Nejhorší herec ve vedlejší roli               | Josh Gad za Pixely a Dokonalý svědek s.r.o. jako Ludlow Lamonsoff a Doug Harris                           |
| Nejhorší herec ve vedlejší roli               | Kevin James za Pixely jako prezident William Cooper                                                       |
| Nejhorší herec ve vedlejší roli               | Jason Lee za Alvin a Chipmunkové: Čiperná jízda jako David "Dave" Seville                                 |
| Nejhorší herečka ve vedlejší roli             | Kaley Cuoco za Alvin a Chipmunkové: Čiperná jízda a Dokonalý svědek s.r.o. jako Eleanor a Gretchen Palmer |
| Nejhorší herečka ve vedlejší roli             | Rooney Mara za Pan jako Divoká lilie                                                                      |
| Nejhorší herečka ve vedlejší roli             | Michelle Monaghan za Pixely jako Violet van Patten                                                        |
| Nejhorší herečka ve vedlejší roli             | Julianne Moore za Sedmý syn jako Malkin                                                                   |
| Nejhorší herečka ve vedlejší roli             | Amanda Seyfriedová za Trable o Vánocích a Pan jako Ruby a Mary                                            |
| Nejhorší spojení na filmovém plátně           | Jamie Dornan a Dakota Johnson ve filmu Padesát odstínů šedi                                               |
| Nejhorší spojení na filmovém plátně           | celá čtveřice (Miles Teller, Michael B. Jordan, Kate Mara a Jamie Bell) ve filmu Fantastická čtyřka       |
| Nejhorší spojení na filmovém plátně           | Johnny Depp a jeho nalepený knír ve filmu Mortdecai: Grandiózní případ                                    |
| Nejhorší spojení na filmovém plátně           | Kevin James a buď jeho segway, nebo nalepený knír ve filmu Policajt ze sámošky 2                          |
| Nejhorší spojení na filmovém plátně           | Adam Sandler a jakékoliv boty ve filmu Švec                                                               |
| Nejhorší prequel, remake, rip-off nebo sequel | Fantastická čtyřka (20th Century Fox)                                                                     |
| Nejhorší prequel, remake, rip-off nebo sequel | Alvin a Chipmunkové: Čiperná jízda (20th Century Fox)                                                     |
| Nejhorší prequel, remake, rip-off nebo sequel | To byl zítra flám 2 (Paramount/MGM)                                                                       |
| Nejhorší prequel, remake, rip-off nebo sequel | The Human Centipede 3 (Final Sequence) (IFC Films)                                                        |
| Nejhorší prequel, remake, rip-off nebo sequel | Policajt ze sámošky 2 (Columbia)                                                                          |
| Nejhorší režisér                              | Josh Trank za film Fantastická čtyřka                                                                     |
| Nejhorší režisér                              | Andy Fickman za film Policajt ze sámošky 2                                                                |
| Nejhorší režisér                              | Tom Six za film The Human Centipede 3 (Final Sequence)                                                    |
| Nejhorší režisér                              | Sam Taylor-Johnson za film Padesát odstínů šedi                                                           |
| Nejhorší režisér                              | Wachowští za film Jupiter vychází                                                                         |
| Nejhorší scénář                               | Padesát odstínů šedi (Kelly Marcel, námět E. L. James)                                                    |
| Nejhorší scénář                               | Fantastická čtyřka (Jeremy Slater, Simon Kinberg a Josh Trank)                                            |
| Nejhorší scénář                               | Jupiter vychází (Wachowští)                                                                               |
| Nejhorší scénář                               | Policajt ze sámošky 2 (Nick Bakay a Kevin James)                                                          |
| Nejhorší scénář                               | Pixely (Tim Herlihy a Timothy Dowling)                                                                    |
| Malinová cena vykoupení                       | Sylvester Stallone (ze šampióna Malin k nominaci za nejlepší výkon ve filmu Creed)                        |
| Malinová cena vykoupení                       | Elizabeth Banks (z vítězky Maliny za film Mládeži nepřístupno k režii hitu Ladíme 2)                      |
| Malinová cena vykoupení                       | M. Night Shyamalan (z opakovaného nominovaného a vítěze Malin k režii hororového hitu Návštěva)           |
| Malinová cena vykoupení                       | Will Smith (po „vítězství“ za výkon v Po zániku Země si zahrál v dramatu Diagnóza: Šampión)               |

## Seznam nominovaných
Následujících 17 filmů obdrželo nominace:
| Nominace | Film                                   |
| -------- | -------------------------------------- |
| 6        | Padesát odstínů šedi                   |
| 6        | Jupiter vychází                        |
| 6        | Policajt ze sámošky 2                  |
| 6        | Pixely                                 |
| 5        | Fantastická čtyřka                     |
| 3        | Mortdecai: Grandiózní případ           |
| 3        | Alvin a Chipmunkové: Čiperná jízda     |
| 2        | Švec                                   |
| 2        | The Human Centipede 3 (Final Sequence) |
| 2        | To byl zítra flám 2                    |
| 2        | Dokonalý svědek s.r.o.                 |
| 2        | Pan                                    |
| 1        | Všude dobře, doma peklo                |
| 1        | Kluk od vedle                          |
| 1        | Bláznivá dovolená                      |
| 1        | Sedmý syn                              |
| 1        | Trable o Vánocích                      |